# Conus antonioi
Conus antonioi é uma espécie de caracol marinho, um molusco gastrópode marinho na família Conidae. O tamanho da casca atinge 21 mm. Estes caracóis são predatórios e venenosos. Eles são capazes de "perseguir" os humanos. Pode ser encontrado em Cabo Verde.